# Teatre romà de Tarragona
El Teatre romà de Tarragona és un teatre romà construït en època d'August, en les proximitats del Fòrum de la Colònia i de la zona portuària de Tàrraco, actual Tarragona. Es va aprofitar el fort desnivell del terreny on es recolzà parcialment la graderia. Malgrat haver estat objecte d'importants destruccions en el decurs del segle xx, conserva restes de les tres parts més importants, la graderia (cavea), l'hemicicle situat al peu de la graderia reservat a les personalitats (orchestra) i l'espai destinat a les representacions teatrals (scaena).

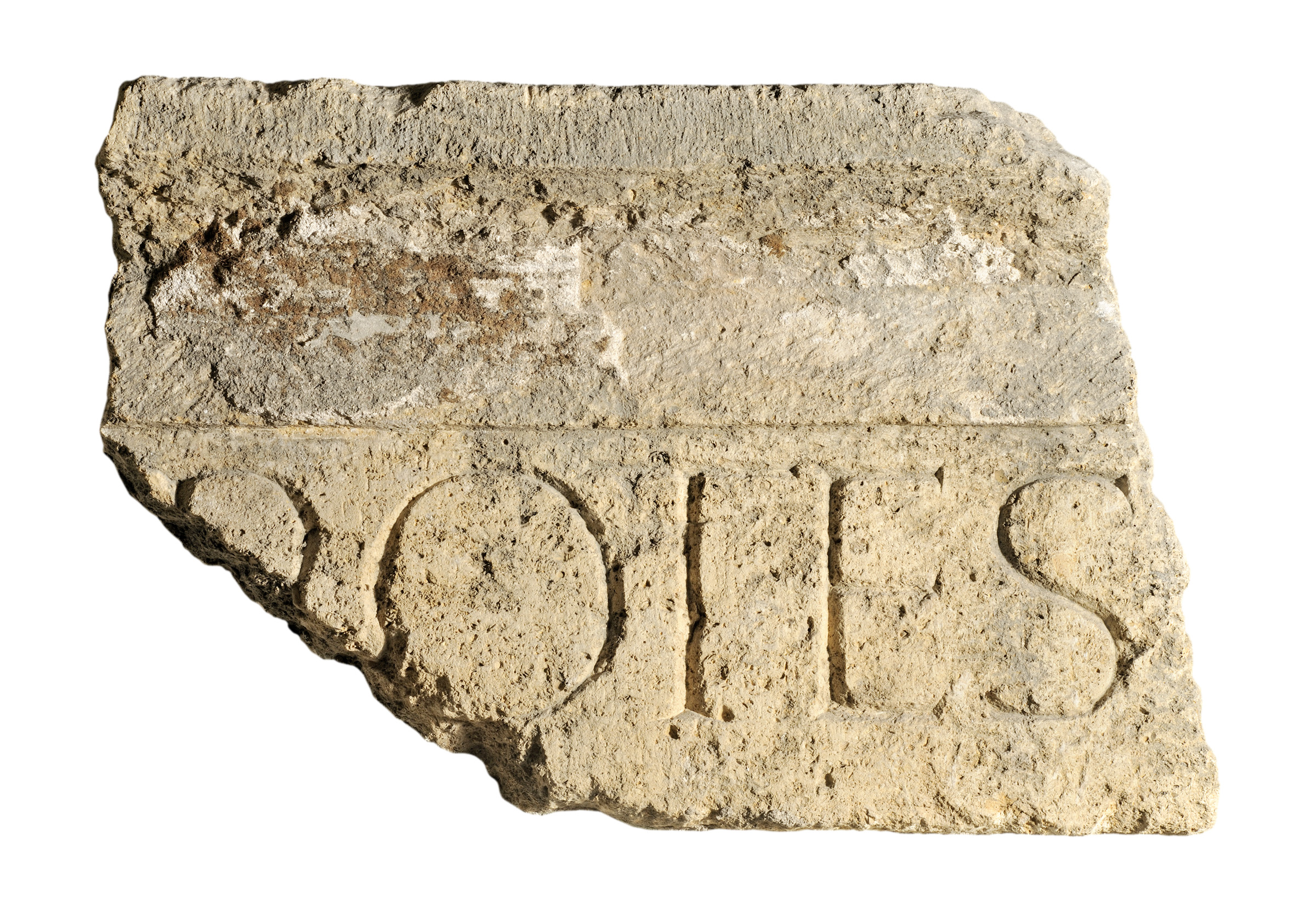
Fragment d'arquitrau amb inscripció commemorativa procedent del teatre romà (MNAT).

## Història
Construït en època de l'emperador August sobre les restes d'uns possibles magatzems portuaris, l'edifici es va anar ampliant i va servir fins al final del segle ii, moment en què va deixar de funcionar com a teatre i va ser destinat a altres usos. Redescobert al final del segle xix, va patir importants destruccions en el decurs del segle xx. Els historiadors del final del segle xix encara van poder descriure unes estructures prou ben conservades de la graderia de l'edifici. Excavacions dutes a terme el 1919 van posar de manifest la monumentalitat arquitectònica i decorativa del teatre romà. Malgrat això, el solar fou ocupat per diverses instal·lacions industrials —oleícoles i vinícoles— encetant-se així un procés que va determinar la destrucció d'una part important de les estructures fins aleshores conservades.
Als anys 70 del segle xx, els terrenys van ser adquirits per empreses constructores. Les excavacions arqueològiques endegades l'any 1974, prèvies a l'execució del projecte previst, portaren a descobrir l'hemicicle central (orchestra), l'escenari (proscaenium), la façana escènica (scaenae frons) i les primeres cinc grades de la graderia (cavea), dues de les tres escales (scalaria) que la dividien en sectors (cunei), així com estàtues i elements arquitectònics (capitells, cornises...) corresponents a la decoració de la façana escènica. L'escenari s'alçava La resta de l'edifici havia estat ja destruït.
S'han conservat part de les cinc primeres files de la part baixa de la càvea (ima cavea), entorn de l'orchestra, i dues de les tres escales (scalaria) que la dividien en sectors (cunei). L'escenari (proscaenium) s'alçava sobre un pòdium (pulpitum) decorat amb exedres, estava presidit, al fons, per una façana monumental (frons scaenae) esplèndidament ornamentada amb columnes, capitells, frisos, escultures i inscripcions.
La campanya ciutadana «Salvem el teatre romà» va aconseguir aturar el projecte de construcció privat i forçar a l'expropiació del solar, un procés que es va perllongar més de 30 anys. Va ser declarat Patrimoni Mundial l'any 2000 junt amb els altres monuments del conjunt arqueològic de Tarragona, actualment es troba en procés de restauració. Dins d'aquest procés, l'any 2010 es va portar a terme una primera fase amb la neteja i arranjament del solar, la construcció d'un mirador informatiu i l'actuació sobre la tanca, en col·laboració amb l'Escola d'Art i Disseny de Tarragona de la Diputació de Tarragona.
La Generalitat de Catalunya té previst destinar 450.000 euros per a la recuperació del teatre dins dels pressupostos del govern per al 2015.

## Descripció
Tàrraco va comptar, com corresponia a una ciutat de la seva envergadura i importància, amb els tres edificis d'espectacles públics emblemàtics de la cultura romana: teatre, amfiteatre i circ. El teatre va ser el primer a ser construït, en època d'August (darrer quart del s. i aC). Més endavant es van alçar el Circ (darrer quart del s. i dC) i l'Amfiteatre (primer quart del s. ii dC). Ubicat a la part baixa de la ciutat —a tocar del Fòrum de la Colònia i de la zona portuària— hom va aprofitar un fort desnivell del terreny per a recolzar, en part, l'estructura de la graderia per als espectadors (cavea).
Entre la data de la construcció i les darreries del s. ii dC —moment en què deixa de ser utilitzat com a teatre— es documenten diverses reformes de l'edifici que van modificar-ne les característiques arquitectòniques i el programa decoratiu (escultura, elements arquitectònics...), que en van reforçar la monumentalitat. Quan, al principi del segle v, la ciutat es va concentrar a la Part Alta, el sector del teatre va quedar en una posició marginal, i es va transformar en camps de conreu i horta, fins al segle xix quan va ser incorporat en la trama dels nous eixamples urbans de Tarragona.

### Edifici
El teatre es va construir sobre edificacions anteriors —magatzems portuaris i un carrer flanquejat per botigues (tabernae)— amb la graderia adaptada, en part, a la roca i en part sustentada sobre voltes. Les restes conservades permeten, malgrat la fragmentació en què ens han arribat, conèixer prou bé les característiques de l'edifici i les seves parts:
L'escena (scaenae), amb l'escenari pròpiament dit (proscaenium) i amb les sales destinades al seu correcte desenvolupament, s'alçava sobre un podi (pulpitum) amb el frontal (frons pulpiti) decorat amb exedres i folrat amb plaques de marbre. Del gran mur del fons (scaenae frons), originàriament de la mateixa alçària que la graderia, s'ha conservat, només, la fonamentació. En aquest mur s'obrien tres portes (valvae) per permetre l'entrada i la sortida dels actors. Malgrat el grau de destrucció, cal imaginar una façana de tres pisos d'ordres superposats, ricament decorada amb columnes i amb nínxols per situar-hi nombroses estàtues de divinitats i de membres de la família imperial amb vestit civil (toga) o militar (cuirassa). Es conserven els forats per encaixar-hi els pals verticals destinats a fer abaixar i apujar el teló (aulaeum) mitjançant un sistema de politges comandat des de l'hiposcaenium (espai situat sota l'empostissat del proscaenium). A diferència d'ara, en el teatre romà, en començar la representació, el teló es baixava i, en els entreactes i en acabar, es pujava. A l'orchestra, l'hemicicle situat entre l'escena i la graderia, s'hi accedia per dos passadissos (aditus) a ambdós extrems de l'escena. Era l'espai reservat a les personalitats de major rang (senadors, legats, magistrats locals, sacerdots d'alt nivell...), assegudes en cadires mòbils (subsellia, sedilia).
La cavea, o graderia, es desplegava entorn de l'orchestra sobre un pla inclinat esglaonat, en part retallat a la roca i en part sustentat per voltes. S'han conservat dues de les tres escales radials (scalaria) que donaven accés als seients tot dividint radialment la graderia en diferents sectors (cunei). Uns altres passadissos, a mitjana alçada i en la part alta, facilitaven la circulació perimetral i, alhora, dividien longitudinalment la cavea en tres sectors (ima, media i summa) on, en rigorós ordre social, s'acomodaven des dels cavallers (ordo equestre), a les primeres grades, fins a la plebs, a la part més alta. Una xarxa de canalitzacions connectada a una gran claveguera central que travessa l'orchestra assegurava el desguàs de les aigües pluvials.
Les estructures conservades i visibles en l'actualitat corresponen a les primeres cinc grades entorn de l'orchestra. Però la graderia s'estenia, com mostren les fotografies anteriors a la destrucció, fins al convent dels Caputxins on s'aixecaria la façana i el coronament superior de la cavea. La situació d'aquests elements permet imaginar l'altura total de l'edifici i quin seria el seu magnífic estat de conservació a les darreries del segle xix.

### Funció
Cal relacionar la construcció del teatre amb una remodelació urbanística de gran abast de la façana portuària, que implicà la reforma del Fòrum de la Colònia, la mateixa construcció del teatre i el desplaçament dels magatzems portuaris cap a la desembocadura del riu. El conjunt Fòrum-Teatre és un clar exemple d'escenari urbà concebut per a la propaganda política: les processons iniciades en el Fòrum acabaven en el Teatre, on es reunia la població i se celebraven els espectacles escènics (ludi scaenici), danses i representacions teatrals que acompanyaven les principals cerimònies religioses. Cada any, els nous càrrecs municipals —duumvirs i edils— estaven obligats, per separat, a pagar dels seus diners tres i quatre dies respectivament d'aquest tipus d'espectacles, complementats o substituïts per lluites de gladiadors, a l'amfiteatre, i curses de carros, al circ.
A l'oest del teatre, es va construir un gran espai enjardinat reservat als espectadors privilegiats de l'orchestra i de les primeres grades. Estava presidit per un nimfeu (font) situat al centre d'un llarg mur cec, decorat amb pilastres, que folrava el desnivell del turó. L'aigua que brollava del nimfeu anava a un enorme estany central de quasi 4 m. de profunditat, amb noves fonts en els extrems. Dos grans basaments motllurats —destinats probablement a suportar sengles vasos monumentals de marbre— flanquejaven el nimfeu central. Més a l'oest (actual carrer de Sant Miquel) es van alçar unes termes públiques conformant, tot plegat, una gran àrea lúdica impregnada del dinamisme de l'entorn portuari.